# Ashima
Ashima (in ebraico אֲשִׁימָא‎?, ašima'; in ebraico tiberiense: 'ašimā'; in latino Asima) era una divinità semitica.

## Mitologia
Ashima era una divinità semitica occidentale del fato ed è associata alla dea accadica Shimti, il cui nome fungeva anche come titolo per altre divinità come Damkina e Ishtar; ad esempio, Damkina era chiamata banat shimti, "creatrice del fato"; il nome Ashima può essere tradotto come "il nome, parte, o sorte" e deriva dalla stessa radice dell'arabo qisma e il turco kismet. Ashima, infatti, era una delle divinità adorate nella Samaria: 
Julian Obermann suggerì una stretta associazione tra il concetto di "nome" e "destino o scopo" alla radice semitica occidentale "šm" e cita diversi esempi nel testo ugaritico in cui la denominazione di una persona o di un oggetto determina la funzione futura che è un tema familiare in molte mitologie. Godfrey Rolles Driver traduce "šmt" con "carica, dovere, funzione" nel suo glossario di Ugaritico e lo collega all'accadico "shimtu" ("lotto designato"). Ashim-Yahu e Ashim-Beth-El sono varianti del suo nome, mentre un'altra è attestata anche nel tempio ebraico di Elefantina.
Il termine Ashima-Yaho (haShema YHWH), attestato nei papiri del tempio di Elefantina in Egitto, è stato collegato con un titolo di Astarte, che appare nei testi ugaritici.
Secondo il Talmud, l'idolo di Ashima prese la forma di una "pecora calva" (forse una capra o un ariete), mentre secondo il rabbino Saadya Gaon era a forma di gatto; è interessante notare che il rabbino Elias Levita scrive che Ashima era un idolo a forma di scimmia.